# Rissoina crassa
Rissoina crassa is een slakkensoort uit de familie van de Rissoidae. De wetenschappelijke naam van de soort is voor het eerst geldig gepubliceerd in 1871 door Angas.